# 中甸刺玫
中甸刺玫（学名：Rosa praelucens），为蔷薇科蔷薇属下的一个种。

## 扩展阅读
維基物種上的相關：中甸刺玫